# Чемпіонат Європи з боксу серед жінок 2009

Логотип чемпіонату

VII Чемпіонат Європи з боксу серед жінок відбувся 14-21 вересня 2009 року в Миколаєві. 113 бійців з 24 країн Європи змагалися в 11 вагових категоріях. Всього під час турніру було проведено 102 бої, з яких 14 (13,7%) закінчилися достроковою перемогою одного з спортсменів. Перемогу в загальнокомандному заліку всьоме поспіль здобула Росія, найкращим боксером турніру назвали тріумфатора категорії до 57 кг росіянку Софію Очігаву.
Найсуттєвіша перемога на турнірі
57 кг. Відбірні бої
Софія Очігава  20:1  Александра Пачка
Найрезультативніший бій турніру
60 кг. Відбірні бої
Татьяна Бондаренко  16:10  Сінді Орейн
Найменш результативний бій турніру
60 кг. Відбірні бої
Марція Давід  1:0  Інгрід Егнер

## Учасники

Схематичне зображення країн - учасників чемпіонату і призерів

- Англія - 4
- Білорусь - 2
- Болгарія - 6
- Греція - 3
- Данія - 2
- Ірландія - 2
- Іспанія - 4
- Італія - 5
- Литва - 1
- Німеччина - 4
- Норвегія - 2
- Польща - 9
- Росія - 11
- Румунія - 9
- Словенія - 1
- Туреччина - 10
- Уельс - 2
- Угорщина - 6
- Україна - 11
- Фінляндія - 2
- Франція - 7
- Чехія - 2
- Швейцарія - 2
- Швеція - 6

## Результати фіналів
| Вагова категорія | Переможець          | Рахунок | Переможений опонент |
| ---------------- | ------------------- | ------- | ------------------- |
| 46 кг            | Світалана Гнєванова | 5:2     | Наталі Лунго-Візен  |
| 48 кг            | Дженні Хардінгз     | +2:2    | Єлена Савєлєва      |
| 51 кг            | Тетяна Коб          | 4:2     | Шірпа Нільссон      |
| 54 кг            | Кароліна Міхальчук  | 8:3     | Іванна Крупеня      |
| 57 кг            | Софія Очігава       | 14:0    | Юлія Ціплакова      |
| 60 кг            | Кеті Тейлор         | 11:0    | Мерієм Аслан Зейбек |
| 64 кг            | Гулсум Татар        | 6:2     | Фаріда Ель-Хадраті  |
| 69 кг            | Лотте Ліен          | 5:0     | Катаржина Фурманяк  |
| 75 кг            | Іріна Сінєцкая      | 8:3     | Лілія Дурнєва       |
| 81 кг            | Люмініта Турчин     | 2:1     | Сельма Ягчі         |
| +81 кг           | Надєжда Торлопова   | AB 3    | Семсі Яралі         |

## Медалісти
| Категорія: | Золото:            | Срібло:             | Бронза:                              |
| до 46 кг   | Світлана Гнєванова | Наталі Лунго-Візен  | Оксана Штакун Стелута Дута           |
| до 48 кг   | Дженні Хардінгз    | Єлена Салієва       | Моніка Чік Лідія Айон                |
| до 51 кг   | Тетяна Коб         | Шірпа Нільссон      | Вірджині Неф Сумейра Кая-Язічі       |
| до 54 кг   | Кароліна Міхальчук | Іванна Крупеня      | Вікторія Узаченко Хелена Фалк        |
| до 57 кг   | Софія Очігава      | Юлія Ціплакова      | Марція Давід Нагехан Гул             |
| до 60 кг   | Кеті Тейлор        | Мерієм Аслан Зейбек | Деніча Елісеєва Олександра Сидоренко |
| до 64 кг   | Гулсум Татар       | Фаріда Ель-Хадраті  | Яна Зав'ялова Віра Слугіна           |
| до 69 кг   | Лотте Ліен         | Катаржина Фурманяк  | Тетяна Іващенко Джихад Лагмірі       |
| до 75 кг   | Іріна Сінєцкая     | Лілія Дурнєва       | Ульріке Брюкнер Аніта Душа           |
| до 81 кг   | Люмініта Турчин    | Сельма Ягчі         | Марія Ковач Дезіслава Лазарова       |
| +81 кг     | Надєжда Торлопова  | Семсі Яралі         | Ралуча Чіз Інна Шевченко             |

## Медальний залік
| Медальний залік |           |        |        |        |       |
| Місце           | Держава   | Золото | Срібло | Бронза | Разом |
| 1               | Росія     | 4      | 1      | 2      | 7     |
| 2               | Україна   | 1      | 3      | 5      | 9     |
| 3               | Туреччина | 1      | 3      | 2      | 6     |
| 4               | Швеція    | 1      | 2      | 1      | 4     |
| 5               | Польща    | 1      | 1      | 0      | 2     |
| 6               | Румунія   | 1      | 0      | 3      | 3     |
| 7               | Ірландія  | 1      | 0      | 0      | 1     |
|                 | Норвегія  | 1      | 0      | 0      | 1     |
| 9               | Франція   | 0      | 1      | 3      | 4     |
| 10              | Угорщина  | 0      | 0      | 3      | 3     |
| 11              | Болгарія  | 0      | 0      | 2      | 2     |
| 12              | Німеччина | 0      | 0      | 1      | 1     |
|                 | Італія    | 0      | 0      | 1      | 1     |

## Збірна України та її результати
Україна була представлена у всіх вагових категоріях і було однією з двох найбільших команд турніру. Всього команда здобула 9 медалей, з яких : 1 - золота, 3 - срібні і 5 - бронзові.
- 46 кг : Оксана Штакун, бронза

1/4 фіналу: Оксана Штакун  3:1  Іва Ніколова
1/2 фіналу: Наталі Лунго-Візен  5:2  Оксана Штакун
- 48 кг : Віра Макресова

відбірні  : Лідія Айон  +4:4  Віра Макресова
- 51 кг : Тетяна Коб, золото

1/4 фіналу: Тетяна Коб  16:0  Аніта Боде
1/2 фіналу: Тетяна Коб  4:0  Вірджін Неф
фінал     : Тетяна Коб  4:2  Шірпа Нільссон
- 54 кг : Іванна Крупеня, срібло

1/4 фіналу: Іванна Крупеня  7:0  Вольга Прибільськая
1/2 фіналу: Іванна Крупеня  4:2  Вікторія Усаченко
фінал     : Кароліна Міхальчук  8:3  Іванна Крупеня
- 57 кг : Юлія Ціплакова, срібло

відбірні  : Юлія Ціплакова  RSC:4  Атіна Малефакі
1/4 фіналу: Юлія Ціплакова  3:2  Діана Надім
1/2 фіналу: Юлія Ціплакова  6:3  Нагехан Гул
фінал     : Софія Очігава  14:0  Юлія Ціплакова
- 60 кг : Олександра Сидоренко, бронза

відбірні  : Олександра Сидоренко  9:8  Джзулія Ірмен-Голднер
1/4 фіналу: Олександра Сидоренко  4:2  Данузе Ділгофова
1/2 фіналу: Мерієм Аслан Зейбек  6:4  Олександра Сидоренко
- 64 кг : Яна Зав'ялова, бронза

1/4 фіналу: Яна Зав'ялова  7:2  Ребекка Пріс
1/2 фіналу: Фріда Ель-Хадраті  5:0  Яна Зав'ялова
- 69 кг : Тетяна Іващенко, бронза

1/4 фіналу: Тетяна Іващенко  7:4  Тімеа Надь
1/2 фіналу: Катаржина Фурманяк  10:0  Тетяна Іващенко
- 75 кг : Лілія Дурнєва, срібло

1/4 фіналу: Лілія Дурнєва  RSCI:4  Патріція Піло
1/2 фіналу: Лілія Дурнєва  3:2  Ульріке Брюкнер
фінал     : Іріна Сінєцкая  8:3  Лілія Дурнєва
- 81 кг : Ірина Комар

1/4 фіналу: Дезіслава Лазарова  5:4  Ірина Комар
- +81 кг: Інна Шевченко, бронза

1/2 фіналу: Семсі Яралі  7:2  Інна Шевченко
Примітки: RSC - рефері зупинив змагання, RSCI - рефері зупинив змагання через травму